# Technoblade
Technoblade, né le 1er juin 1999 et mort en juin 2022, est un vidéaste et streamer américain. 
Connu pour son contenu sur YouTube lié au jeu vidéo Minecraft qu'il créait depuis 2013 et ses collaborations avec d'autres vidéastes et streamers sur Twitch, il était reconnu pour son bon niveau en joueur contre joueur et faisait partie d'un serveur privé créé par le vidéaste américain Dream. Il était également proche des administrateurs du serveur Minecraft Hypixel. 
Il meurt d'un cancer en juin 2022, à l'âge de 23 ans. Sa chaîne est alors suivie par plus de 10 millions de personnes.

## Biographie

### Carrière
Technoblade lance sa chaine YouTube, axée sur le jeu vidéo Minecraft, en 2013. Il commence à connaître un important succès d'audience durant l'année 2019.

### Maladie et décès
Il annonce en août 2021 être atteint d'un sarcome des tissus mous, localisé au niveau du bras,,. Les chimiothérapies et les radiothérapies qu'il subit ne permettent pas de résorber la maladie, et sa mort d'un cancer généralisé est annoncée par son père dans une vidéo postée sur sa chaîne le 1er juillet 2022,,.
Visionnée plus de 30 millions de fois sur YouTube dans les quelques heures qui suivent sa sortie, l'annonce de son décès suscite de nombreuses réactions dans le milieu du jeu vidéo et au sein de la communauté du jeu Minecraft,,.

### Hommage
Technoblade apparaît dans Minecraft, le film sous la forme d'un cochon avec une couronne.